# Ángel Adami
Ángel Salvador Adami (15 de mayo de 1878, Montevideo – 1 de marzo de 1945, idem.) fue un periodista, fotógrafo y piloto pionero en la aeronáutica uruguaya.

## Biografía

### Primeros años
Ángel fue hijo de un matrimonio de inmigrantes italianos, compuesto por Juan Bautista Adami y Fortunata Bonatti, los cuales eran originarios del puerto de La Spezia, ubicado en el norte de Italia. En 1875 el matrimonio emprendió el viaje a América, desembarcando en el puerto de Buenos Aires con su pequeño hijo llamado Santín, de tres años. Se radicaron en el barrio de La Boca por unos meses, al cabo de los cuales viajaron a Montevideo, donde se establecieron.
Allí Juan Bautista se dedicó a su trabajo en el área marítima, integrando la flota fluvial con la cual realizaba viajes a Buenos Aires y Asunción del Paraguay.
Ángel Salvador nació tres años más tarde y luego de otros tres años, su tercer hijo, llamado José Lorenzo, quien fue reconocido como fotógrafo de los diarios "El Uruguay" y "El Plata". Los tres hermanos se educaron en una escuela religiosa de Montevideo.
Realizó los estudios de aviación en Buenos Aires graduándose el 21 de junio de 1914, siendo el primer piloto graduado en el aquellos años. Fue director de la Escuela Civil de Aviación que tuvo su sede en el barrio Melilla de Montevideo, donde actualmente se ubica el Aeropuerto Internacional Ángel S. Adami que actualmente lleva su nombre.

### Carrera periodística
Al cabo de unos años, tanto José como Ángel incursionaron en la fotografía, y asimismo este último trabajó en prensa, siendo corresponsal en Uruguay de las revistas argentinas "Fray Mocho" y "Caras y Caretas". También lo fue de los semanarios argentinos "Atlántida", "El Hogar" y "Mundo Argentino", propiedad de la empresa Haynes, así como también de otros medios de prensa uruguayos y argentinos. Durante la revolución de 1904 trabajó como fotógrafo y corresponsal de guerra, y posteriormente publicó una crónica de los hechos en colaboración con Samuel Blixen, titulada "Sangre de hermanos".
Un hito importante en su carrera periodística, fue el participar el 16 de julio de 1905, junto al periodista de La Tribuna Popular y El Siglo, Arturo P. Visca, de un ascenso en el globo aerostático "O Portugal" dirigido por el capitán Magalhães Costa. Desde el globo, que alcanzó una altura de 780m., Adami tomó las primeras fotografías aéreas de la ciudad de Montevideo. Asimismo, Visca y Adami se convirtieron en los primeros en experimentar un ascenso similar en territorio uruguayo.
Entre las muchas crónicas y reportajes que llevó a cabo Adami pueden contarse el que le efectuó al dramaturgo Florencio Sánchez a fines de 1908 para Caras y Caretas, y el reportaje fotográfico realizado al diputado y escritor Emilio Frugoni, en el cual aparece junto al poeta Ángel Falco para la revista Fray Mocho.